# NGC 4196
NGC 4196 је лентикуларна галаксија у сазвежђу Береникина коса која се налази на NGC листи објеката дубоког неба.
Деклинација објекта је + 28° 25' 25" а ректасцензија 12h 14m 29,6s. Привидна величина (магнитуда) објекта NGC 4196 износи 12,7 а фотографска магнитуда 13,7. NGC 4196 је још познат и под ознакама UGC 7245, MCG 5-29-40, CGCG 158-50, PGC 39098.